# Peto
Peto es una pequeña ciudad mexicana perteneciente al Estado de Yucatán en la Región Sur, ubicada a 180 km de la ciudad de Mérida, capital del Estado.

## Toponimia
De la maya pet, corona, y uj, luna, es decir, la corona de la luna, o sea, aureola lunar.

## La época del chicle
Esta comunidad cuenta con una larga historia. Fue una comunidad chiclera, donde era exportado el chicle a otros lugares, en su tiempo fue un lugar con dinero y era visto con buenos ojos, aún a pesar de su lejanía con la capital del estado. Su crecimiento se debió a la bonanza que permitió la explotación chiclera a partir de la resina del chico zapote. Se llegó a exportar los productos al país y otras zonas.
Se creó la vía de ferrocarril Peto - Mérida con el cual se llevaba los productos a la capital del estado. Incluso después del agotamiento de la industria chiclera natural, Peto siguió utilizando esta vía de comunicación que, con el tiempo, cayó en desuso.
Al ocaso de la industria del chicle la población cayó en una crisis económica. Algunos agricultores empezaron a trabajar en Santa Elena, una hacienda cuyos productos fueron teniendo popularidad, incluso se creó un aeropuerto de donde se transportaban las frutas a diversas partes de los Estados Unidos y México. Peto prosperó tanto económicamente, como en número de habitantes. Incluso fue nombrado "la huerta del Estado" cuyo popularidad era notoria entre los municipios del sur de Yucatán. Más tarde el título de huerta fue perdido, y también se perdió el título de ciudad y volvió a villa. 
Hay un antiguo aeropuerto que fue construido en los terrenos del aviador Francisco Sarabia, que después de la quiebra de la huerta y la muerte de este, fueron donados al pueblo. En ellos fueron construidas algunas instituciones de educación, de nivel preescolar, la escuela primaria "Amada Cárdenas" y otras dos del mismo nivel: la escuela "Francisco Sarabia" y la "Felipe Carrillo Puerto". También ahí se puede encontrar una escuela de nivel secundario, la "Gaspar Xiu", cuyo sistema es nocturno. También fue construido el campo deportivo Rubén Calderón Cecilio, que cuenta con una cancha de fútbol, dos de baloncesto, un miniestadio de baseball y un parque infantil. En dichos terrenos se construyó el actual cementerio, y otras partes fueron donadas para la construcción de casas para la comunidad.

## Religión y vida social
La religión se ha vuelto una actividad cotidiana en la villa, debido a la carencia de distractores la gente tiene a asistir a misa independientemente de la religión. Actualmente el 80% de los habitantes son católicos. Entre las otras religiones existenten están los Testigos de Jehová, cristianos sabadistas, mormones. 
La Iglesia de Nuestra Señora de la Asunción, iglesia principal de la comunidad, ubicada en el centro de la villa, tiene más de 200 años de antigüedad, y está construida con paredes gruesas para evitar la entrada de rebeldes en caso de guerra y preparada para ser utilizada como un pequeño fuerte. Cuenta con un Centro Parroquial, dos campos deportivo uno de fútbol y otro de baloncesto. Actualmente el Pbro. Oficial es Melchor Trejo. Se llevan a cabo eventos culturales y religiosos dentro de esta con asistencia popular. Resguarda en ella la imagen de la patrona de la comunidad.
La patrona es la virgen de la Estrella. Su imagen fue tallada en madera y traída por extranjeros junto a otras dos vírgenes más. Una de ellas estaba ubicada en el convento de Izamal, hasta que un incendio acabó con ella. La otra edición no se sabe concretamente si fue llevada a Belice, Guatemala o El Salvador, y actualmente se desconoce su paradero.
La vida social de la comunidad se da entre la cabecera y las comisarías del municipio, al igual que con los municipios vecinos de Tzucacab y no tan vecinos como Tekax y Ticul.

## Economía y turismo
En la villa actualmente presenta ingresos por trabajos en comercios locales, pero estos muy limitados. Se creó un centro de Maquilacion de ropa extranjera pero no se le dio el impulso completo lo que llevó a esta maquiladora a una situación muy inestable y sin éxito en cuestión de economía del pueblo como de la maquiladora. El capital que corre por el municipio es extranjero, el dólar estadounidense es común verlo entre los habitantes de la comunidad ya que la mayor parte de los ingresos y de la economía de la villa es por dinero enviado por emigrantes petuleños que radican actualmente en Estados Unidos. Algunos comercios aceptan directamente el dólar y otros no, teniendo un pequeño lugar de cambio donde bien pueden cobrar el dinero en dólares o en pesos mexicanos.
La agricultura es una actividad popular de la comunidad, pero esta, al igual que la mayor parte de la agricultura de la nación no se le ha dado el impulso correcto lo que ha hecho que únicamente sea de consumo personal y en algunos casos para la venta en general únicamente al pueblo sin oportunidades de exportación. La situación climática del estado usualmente es favorable para el siembra.
La técnica de cultivo más utilizada es la de Tumba, Quema y Siembra, que debido a las lluvias en verano favorece a la producción de productos agrícolas para la comunidad. Aunque este fenómeno ha estado teniendo afectaciones locales como el exceso de calor ya que la humedad ha hecho que se evapore por la falta de zonas verdes que han sido retiradas por la mala agricultura y falta de orientación ecológica.
En cuanto al turismo se han encontrado cenotes locales y cercanos al igual que una Laguna que no se le ha dado la explotación correcta, por lo que las zonas turísticas son muy bajas, teniendo como único atractivo La Iglesia de Nuestra Señora de La Asunción, y sin conocimiento de los posibles cenotes locales, como se ha hecho en Valladolid, impulsando el turismo, ha sido de total descuido por las autoridades locales y estatales.

## H. Ayuntamiento
El ayuntamiento está presidido por un primer edil. Algunos de los presidentes municipales han sido:
- Gerónimo Sánchez (1941-1942)
- Wilfrido Alonso (1943-1944)
- Pedro Muñoz Sánchez (1945-1946)
- Francisco Trejo (1947-1949)
- Rosendo Arrollo (1950-1952)
- Guillermo Baduy Ayala (1953-1955)
- José I. Hernández (1956-1958)
- Nicolás Sogbi Canto (1959-1961)
- Casildo Arroyo (1962-1963)
- Juan Escamilla Sosa (1963)
- Sergio Salazar López (1963-1967)
- Zenón Muñoz Martínez (1968-1970)
- César A. Ruiz V. (1971-1973)
- Mario Arturo Pérez  (1974-1975)
- Sergio Salazar López (1976-1978)
- Roger Calero Muñoz (1979-1981)
- Felipe Sosa Buenfil (1982-1984)
- Gilberto Góngora Sánchez (1985-1987)
- Héctor Sosa Duarte (1988-1990)
- José Vicente Domínguez Canto (1991-1993)
- Castulo Ake Can (1994-1995)
- Samuel Castillo Yah (1996-1998)
- Ruperto Sánchez Uluhac -(1999-2001)
- Jorge Román Avilez y Manzanilla (2001-2004)
- Gilberto Alonso Navarrete Vázquez - (2004-2007)
- José Vicente Domínguez Canto (2007-2010)
- Martha Raquel González Cámara (2010-2012)
- Higinio Chan Acosta (2012- 2015)
- Jaime Ariel Hernández Santos (2015- 2018)
- Edgar Román Calderón Sosa (2018 - 2021)

## Educación y tecnología
Se cuenta con varios niveles educativos. A nivel preescolar hay 28 instituciones en el municipio. En nivel primaria con 42 planteles a nivel municipal, a nivel secundaria con 10 instituciones públicas, 3 Bachilleratos, cuenta con instalaciones de la Universidad Pedagógica Nacional (UPN) y recientemente cuenta con la Universidad Tecnológica del Mayab (UT del Mayab)
Tiene una biblioteca denominada. "Dr. Florencio Sánchez" que resguarda 3.026 volúmenes. El Instituto Nacional para la Educación de los Adultos (INEA) lleva a cabo cursos de alfabetización.
En cuestión de tecnología existen Centros Particulares de Acceso a Internet de Banda Ancha, la comunidad cuenta hasta con 4MB de velocidad a la red de redes. La Escuela Secundaria Técnica No. 14 con sede en Peto, fue la primera institución en impartir la materia de "Computación y secretaría" como una actividad técnica, cualidad de ese tipo de escuelas secundarias. Con el programa de Escuelas de Calidad llevado a cabo por el gobierno de Vicente Fox (2000-2006) escuelas de nivel primaria fueron equipadas con sistemas modernos para educación con el cual hace más interactiva la enseñanza a los alumnos de la villa.

## Comunicaciones y transportes
Actualmente Peto está comunicado directamente con la capital del estado, Mérida, por la carretera estatal Peto - Mérida, pasando por la carretera del Mundo Maya. Y por la carretera federal con Tzucacab, Tekax, Oxkutzcab, Ticul, Muna, Uxmal y Mérida en Yucatán y con José María Morelos en Quintana Roo. En Peto termina una línea de ferrocarril proveniente de Mérida, originalmente esta línea debía de continuar hacia Felipe Carrillo Puerto, Quintana Roo, pero debido a la guerra de castas nunca fue construida. Actualmente el transporte en ferrocarril se encuentra en desuso.
Comercialmente existen tres líneas de autobuses de segunda clase para llegar a la Villa Por Autobuses de Oriente en su rama "Mayab", que pueden ser abordades en la terminal de la capital "TAME" y ATS que es el servicio de "lujo" que es abordado en la misma terminal. Vagonetas del "Frente Único de Trabajadores del Volante" que pueden ser abordades en la central ubicada en el parque de San Juan en Mérida, Yucatán.
Existe una radiodifusora de cultural local "XEPET-AM La Voz de Los Mayas" que trasmite por la frecuencia 730 AM en los idiomas español y maya. Existen sistemas de televisión de paga por medio de cable y sistemas satelitales. 
Existen el servicio de telefonía convencional y el de telefonía celular. Internet y servicios de correos.

## La feria
En diciembre, con motivo de la celebración de la virgen de la Estrella, se hace la fiesta popular de la Villa, que es celebrada por lo general del 26 de diciembre a 6 de enero del siguiente año. En ella se puede notar la asistencia de vendedores foráneos, juegos mecánicos de varias empresas, asistencia de algunas celebridades en bailes populares, noches de discos, juegos de lotería y ventas de todo tipo de objetos. Personas de todo el estado asisten a la feria, con lo cual aprovechan para pasar la Navidad y el Año Nuevo junto a sus familiares que radican en la comunidad.
En ella también se puede ver los bailes culturales como la vaquería, las corridas en el rodeo de palos, en la plaza de toros, pelea de gallos, carrera de caballos y algunos espectáculos de box que nos brindan algunos borrachitos con gran esmero.
Los antojitos regionales y no regionales hacen su presencia y la actividad social aumenta a más del doble. El tráfico de coches va en aumento, tanto de vehículos nacionales como extranjeros, de los cuales algunos se quedan y otros se van.

## Leyendas y mitos urbanos
Una característica del Mayab es la existencia de mitos y leyendas. En Peto es muy común escuchar historias acerca de la Xtabay, una mujer de cabello muy largo y hermosa que atrae a los hombres y los lleva a la perdición, se posa sobre el árbol de Flamboyán y tiene una pasado terrible. El Huay-Chivo (o Chivo-Fantasma, viene del vocablo maya huay, que significa brujo o embrujado), que persigue a la gente en las medianoches, es un chivo poseído que molesta a las personas.
También existen historias de apariciones en el cementerio y de personas que dicen estar muertas pero son vistas en otros lugares de la comunidad.
Asimismo, hacen mención de la ruta interna de las tres iglesias que en la villa; que comunican a la Iglesia Principal (De la Asunción), con otras dos secundarias que están derrumbadas, la Iglesia San Antonio y otro cuyo nombre no es concreto. Narra que existen en el subterráneo canales en los cuales se comunicaban las tres iglesias y que fue utilizado durante la Guerra de Castas en Yucatán.

## Hermanamientos
|                           | País           |  | Ciudad     |  | Condado / Distrito / Región / Estado | Año | Ref.  |
| ------------------------- | -------------- |  | ---------- |  | ------------------------------------ | --- | ----- |
| Bandera de Estados Unidos | Estados Unidos |  | San Rafael |  | California                           |     | [ 7 ] |